# Fùgù Mango
Fùgù Mango is een Brusselse band die in 2013 werd opgericht. De band speelt een soort mix van dancemuziek, Afrikaanse ritmes en indiepop.
De band speelde onder meer op Couleur Café, Gentse Feesten, Les Nuits en Dour Festival.
De eerste EP Jùjù werd opgenomen met Reinhard Vanbergen achter de knoppen.

## Discografie
- 2014 Jùjù (EP)
- 2016 Mango Chicks (EP)